# Tom Sharkey
Tom Sharkey, właściwie Thomas Joseph Sharkey, przydomek pięściarski Sailor (ur. 26 listopada 1873 w Dundalk – zm. 17 kwietnia 1953 w San Francisco), znany bokser irlandzki z przełomu XIX i XX wieku.
W młodym wieku został marynarzem, w czasie pobytu na Hawajach w 1893 roku zetknął się z boksem i natychmiast zasłynął z bardzo silnego ciosu – wszystkie walki wygrywał przez nokaut, większość w pierwszej bądź drugiej rundzie. Był niewysoki, ale bardzo mocno zbudowany. Po przybyciu do Kalifornii kontynuował serię zwycięstw.
2 grudnia 1896 r. doszło do jego słynnego pojedynku z Bobem Fitzsimmonsem. Sharkey został znokautowany, jednak sędzia Wyatt Earp ogłosił go zwycięzcą wskutek dyskwalifikacji przeciwnika.
Dwie najsłynniejsze walki stoczył z Jimem Jeffriesem. Mimo kolosalnej przewagi fizycznej (Sharkey: wzrost 173 cm, waga 84 kg; Jeffries wzrost 189 cm, waga 99 kg) Sharkey walczył jak równy z równym i uległ jedynie na punkty (6 maja 1898 w 20 rundach i 3 listopada 1899 w 25 rundach).
Karierę bokserską zakończył w 1904 roku, jednak aż do końca lat 20. XX wieku brał udział w pojedynkach pokazowych. Potem pracował na torach wyścigów konnych.
W 2003 roku został wpisany do bokserskiej galerii sław (International Boxing Hall of Fame).